# Xenia obscuronata
Xenia obscuronata är en korallart som beskrevs av Verseveldt och Cohen 1971. Xenia obscuronata ingår i släktet Xenia och familjen Xeniidae. Inga underarter finns listade i Catalogue of Life.